# Nevermind
《Nevermind》는 미국의 록 밴드 너바나의 두 번째 스튜디오 음반으로, 1991년 9월 24일, DGC 레코드를 통해 발표되었다. 버치 빅이 프로듀싱한 이 음반은 처음 DGC를 통해 발표된, 또한 처음 데이브 그롤의 드럼 연주가 사용된 음반이다.
밴드와 레코드 레이블의 낮은 상업적 기대에도 불구하고 1991년 말 그들의 첫 싱글 〈Smells Like Teen Spirit〉의 대성공에 힘입어 뜻밖의 성공을 거둔다. 1992년 1월에는 마이클 잭슨의 음반 《Dangerous》가 점령하던 미국 빌보드 200 1위의 자리를 가로챈다. 이 음반에서 배출된 싱글 〈Smells Like Teen Spirit〉, 〈Lithium〉, 〈In Bloom〉도 성공했다. 미국 음반 산업 협회는 최소 천 만장이 팔린 것으로 추산하여 음반에 다이아몬드 인증을 부여했고, 전 세계적으로는 최소 3,000만 장이 팔렸다. 《Nevermind》는 얼터너티브 록과 그런지 장르가 웅대하고, 주류의 관객을 끌어모는데 일부 일조하였고, 《롤링 스톤》과 《타임》 등의 출판사가 선정한 역대 최고의 음반 목록에서 상위권을 차지했다.

## 배경
워싱턴 에버딘에서 커트 코베인과 크리스 노보셀릭이 단합하여 1987년 결성된 그런지 록 밴드 너바나는, 시에틀의 독립 레코드 레이블 서브 팝과 계약하여 드럼으로 채드 채닝을 기용해 첫 정규 음반 《Bleach》를 1989년 발표한다. 하지만 채닝은 1990년 너바나를 탈퇴하고 밴드는 영구 드러머를 찾아 나서야 했다. 하드코어 펑크 밴드 스크림의 공연에서 이들의 드러머 데이브 그롤은 코베인과 노보셀릭에 인상을 받았다. 이후 스크림이 갑작스레 해체되자 그롤은 노보셀릭과 연락을 했고, 시에틀로 건너와 밴드에 얼마 안 있어 가입했다. 노보셀릭은 그롤이 밴드에 영입될 무렵 모든 게 "맞아 떨어졌다"고 회상했다.
한편, 코베인은 새로운 곡을 여러 개 써내렸다. 코베인은 그 당시 더 멜빈스, R.E.M., 스미더린스, 픽시스 등의 밴드를 듣고 있었고, 이내 시에틀에서 유행하던, 그리고 서브 팝이 자신들의 이미지로 대표한 그런지 씬 헤비 디튠 록에 환멸을 느낀다. 그리고 코베인은 자신이 동시대 습관적으로 듣던 곡에 고무되어 좀 더 선율적인 곡을 쓰기로 한다. 그롤이 영입되기 전 1990년 서브 팝에 의해 발표된 싱글 〈Sliver〉의 주요한 개발에 대해 코베인은 "일종의 성명서이다. 나는 팝 송을 썼고, 다음 음반을 기대하는 사람들을 위해 싱글로 발표했다. 나는 그런 곡을 여러 개 쓰고 싶었다."고 말한다. 그롤은 그 때를 기점으로 밴드가 자신들의 음악을 아동용 음악에 비유하며 최대한 쉽게 만들려고 했다고 말했다.
1990년대부터 서브 팝은 여러 재정 문제에 맞닥뜨린다. 서브 팝이 메이저 레코드 레이블의 자회사로서 계약했다는 소문이 나돌자 너바나는 "중간 상인을 끊어버리자"는 일념으로 메이저 레코드 레이블과의 계약을 모색했다. 수많은 레이블이 밴드의 환심 사기에 혈안이 되었지만, 너바나는 소닉 유스 소속 킴 고든의 연이은 추천으로 게펜 레코드, 또 그들의 관리 회사 골드 마운틴과 계약한다.

## 녹음과 제작

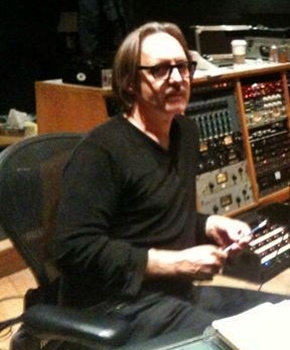
2010년 부치 비그 프로듀서

1990년 초 너바나는 《Sheep》이라는 제목의 두 번째 음반을 계획하고 있었다. 서브 팝의 중역 브루스 페빗은 촉망받던 프로듀서 버치 빅을 제안했다. 너바나는 그가 작업한 킬러도저의 음악을 일부 마음에 들어했고, 빅에게 이렇게 말을 걸었다. "우리는 그 음반처럼 중후한 소리가 필요합니다." 1990년 4월, 밴드는 음반 작업을 위해 위스콘신 매디슨의 스마트 스튜디오로 여행온다. 기본 편곡 대다수는 이때 끝냈으나, 코베인은 여전히 가사 작업 중이었고 밴드는 어떤 곡을 녹음해야 할지 결정이 서지 않은 상태였다. 결국에는 8곡을 녹음하기로 했다. 〈Immodium〉 (이후 〈Breed〉로 개명), 〈Dive〉 (이후 〈Sliver〉의 B면에 수록됨), 〈In Bloom〉, 〈Pay to Play〉 (이후 〈Stay Away〉로 개명 뒤 가사를 바꿈), 〈Sappy〉, 〈Lithium〉, 〈Here She Comes Now〉 (《Velvet Underground Tribute Album: Heaven and Hell Volume 1》에 수록), 〈Polly〉가 바로 그것이다. 밴드는 트랙을 더 녹음하기를 원했지만, 〈Lithium〉에서의 코베인의 목소리가 심하게 나간 상태여서 녹음이 중단되었다. 빅은 이들에게 지금은 더 이상 듣고 싶지 않으니 다음에 더 녹음하자고 말했다. 그 대신에 너바나는 세션의 기록물이 담긴 데모 테이프를 가게에 들고 가 새로운 레이블을 찾았다. 몇달 동안 테이프는 여러 유수 레이블의 손길을 거쳤고 아울러 밴드를 부산하게 만들었다.
DGC와 계약한 뒤 스콧 릿, 데이비드 브릭스, 돈 딕슨 등 음반에 참여할 여러 프로듀서가 제안되었지만, 너바나는 여전히 버치 빅을 원했다.

## 트랙 목록
1. 〈Smells Like Teen Spirit〉
2. 〈In Bloom〉
3. 〈Come as You Are〉
4. 〈Breed〉
5. 〈Lithium〉
6. 〈Polly〉
7. 〈Territorial Pissings〉
8. 〈Drain You〉
9. 〈Lounge Act〉
10. 〈Stay Away〉
11. 〈On a Plain〉
12. 〈Something in the Way〉

- 〈Endless, Nameless〉는 일부 판에만 수록되어 있는 히든 트랙이다.

## 인증
| 국가                                                                                         | 인증        | 판매량/출하량 |
| -------------------------------------------------------------------------------------------- | ----------- | ------------- |
| 아르헨티나 (CAPIF)                                                                           | 3× 플래티넘 | 180,000^      |
| 오스트레일리아 (ARIA)                                                                        | 5× 플래티넘 | 350,000^      |
| 오스트리아 (IFPI 오스트리아)                                                                 | 플래티넘    | 50,000*       |
| 벨기에 (BEA)                                                                                 | 3× 플래티넘 | 150,000*      |
| 브라질 (Pro-Música Brasil)                                                                   | 플래티넘    | 250,000*      |
| 캐나다 (뮤직 캐나다)                                                                         | 다이아몬드  | 1,000,000^    |
| 덴마크 (IFPI Danmark)                                                                        | 5× 플래티넘 | 100,000       |
| 핀란드 (Musiikkituottajat)                                                                   | 골드        | 46,830        |
| 프랑스 (SNEP)                                                                                | 다이아몬드  | 1,000,000*    |
| 독일 (BVMI)                                                                                  | 2× 플래티넘 | 1,000,000^    |
| 이탈리아 (FIMI) sales since 2009                                                             | 3× 플래티넘 | 150,000       |
| 일본 (RIAJ)                                                                                  | 3× 플래티넘 | 600,000       |
| 멕시코 (AMPROFON)                                                                            | 2× 골드     | 200,000^      |
| 네덜란드 (NVPI)                                                                              | 플래티넘    | 100,000^      |
| 뉴질랜드 (RMNZ)                                                                              | 7× 플래티넘 | 105,000^      |
| 폴란드 (ZPAV)                                                                                | 플래티넘    | 100,000*      |
| 포르투갈 (AFP)                                                                               | 골드        | 20,000^       |
| 싱가포르                                                                                     | —           | 35,000        |
| 스페인 (PROMUSICAE)                                                                          | 플래티넘    | 100,000^      |
| 스웨덴 (GLF)                                                                                 | 2× 플래티넘 | 200,000^      |
| 스위스 (IFPI 스위스)                                                                         | 플래티넘    | 50,000^       |
| 영국 (BPI)                                                                                   | 6× 플래티넘 | 1,800,000     |
| 미국 (RIAA)                                                                                  | 다이아몬드  | 10,640,000    |
| *판매량을 기반으로 한 인증 · ^출하량을 기반으로 한 인증 · 판매량+스트리밍을 기반으로 한 인증 |             |               |

## 같이 보기
- 가장 많이 팔린 음반 목록
- 미국에서 가장 많이 팔린 음반 목록